# Maud Barger-Wallach
Maud Barger-Wallach (New York, 15 giugno 1870 – Baltimora, 2 aprile 1954) è stata una tennista statunitense.

## Carriera
Nel 1908 trionfò agli U.S. National Championships.

## Finali del Grande Slam

### Singolare

#### Vinte (1)
| Anno | Torneo             | Avversario in finale | Risultato     |
| 1908 | U.S. Championships | Evelyn Sears         | 6-3, 1-6, 6-3 |

#### Perse (2)
| Anno | Torneo                 | Avversario in finale | Risultato |
| 1906 | U.S. Championships (1) | Helen Homans         | 4-6, 3-6  |
| 1909 | U.S. Championships (1) | Hazel Hotchkiss      | 0-6, 1-6  |